# Sigmodon planifrons
Sigmodon planifrons là một loài động vật có vú trong họ Cricetidae, bộ Gặm nhấm. Loài này được Nelson & Goldman mô tả năm 1933.